# Stephen Mulhern

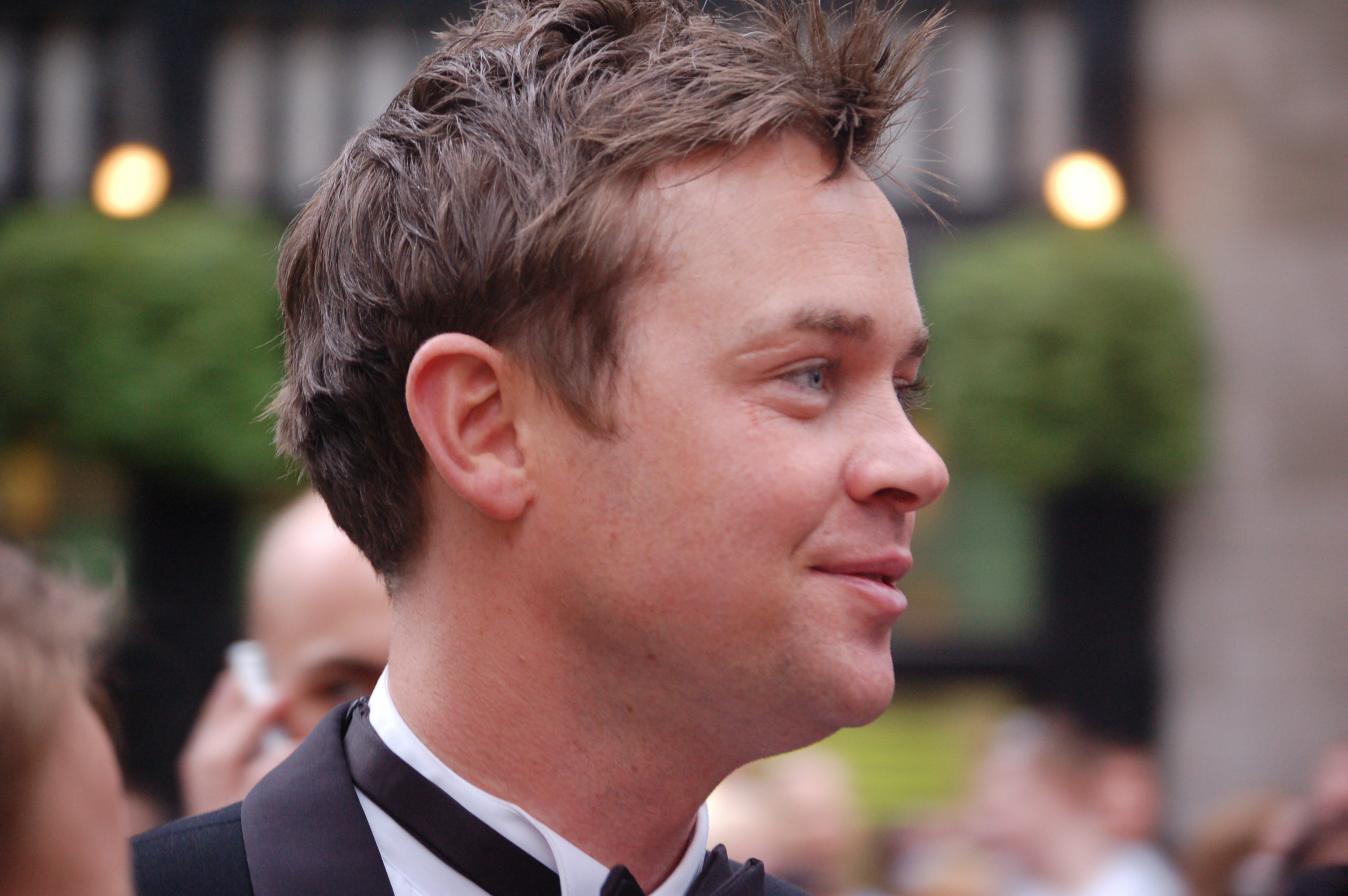
Stephen Mulhern in den BAFTA Awards

Stephen Mulhern (* 4. April 1977 in Stratford) ist ein britischer Fernsehmoderator, Entertainer und Magier. Mulhern wurde vor allem als Moderator in britischen Kindersendungen bekannt. 
Ab 1999 moderierte Mulhern die Kindersendung The Quick Trick Show, in der er Zaubertricks vorführte. Weitere Kindersendungen folgten, darunter gemeinsam mit Fearne Cotton die Bastelsendung Finger Tips, die Spielshow Globo Loco und Holly & Stephen's Saturday Showdown. Seit 2007 moderiert Mulhern die Sendung Britain’s Got More Talent, die ergänzend zur Castingshow Britain’s Got Talent auf ITV2 gesendet wird. Auf Heart Radio präsentiert er seit 2012 zusammen mit Emma Willis gelegentlich eine Sonntagmorgenshow. Mit Catchphrase und Big Star's Little Star's präsentiert er seit 2013 noch zwei weitere Sendungen auf ITV. Außerdem arbeitet er seit 2016 bei der Show Ant & Dec’s Saturday Night Takeaway mit, bei welcher er Nebenmoderationen übernimmt. Das Segment In For A Penny aus der Show wird inzwischen aufgrund großer Beliebtheit separat ausgestrahlt und wird von Mulhern moderiert.
In Deutschland wird er meist von Björn Schalla synchronisiert.

## Moderationen (Auswahl)
- 1999–2004: The Quick Trick Show
- 2000–2004: Finger Tips
- 2003: SMTV Live
- 2003: You can do magic
- 2005–2006, 2010: Tricky TV
- 2006: Dancing on Ice: Defrosted
- seit 2007: Britain’s Got More Talent
- seit 2012: Heart Radio
- seit 2013: Catchphrase
- seit 2013: Big Star's Little Star's
- seit 2016: Ant & Dec’s Saturday Night Takeaway
- 2023: The Masked Singer (Gastjuror)